# Raymond Alden
Raymond Macdonald Alden (New Hartford, 1873-Filadelfia, 27 de septiembre de 1924) fue un erudito y educador estadounidense.

## Biografía
Nacido en New Hartford, Nueva York, sus padres fueron la escritora Isabella Macdonald Alden y el reverendo Gustavus Rossenberg Alden. Estudió en Rollins College en Winter Park, Florida, y en la Universidad de Pensilvania, de la que se graduó en 1894 con un doctorado. Realizó estudios de posgrado en Penn y Harvard. En 1894-1895 fue profesor de inglés en la Universidad Columbian (ahora George Washington); en 1896-1897 fuw asistente de inglés en Harvard; y en 1898-1899, investigador principal de inglés en la Universidad de Pensilvania. Fue elegido para ocupar el puesto de profesor asistente de literatura y retórica inglesas en la Universidad Stanford en 1899, y luego se convirtió en profesor asociado allí en 1909. Aceptó la cátedra de inglés en la Universidad de Illinois en 1911.
Editó varias obras de Shakespeare y otros dramaturgos isabelinos y en 1910 una edición de Walden de Thoreau. También se hizo conocido como colaborador de revistas educativas y cuentos para revistas. En 1905, su cuento "In the Promised Land" ganó un premio de 1.000 dólares por el tercer lugar en el concurso Collier's Weekly. En 1913 editó una edición de Los Sonetos de Shakespeare y A Lover's Complaint.
Falleció en Filadelfia el 27 de septiembre de 1924.